# The Space Between Us (album)
A The Space Between Us egy 1998-as Craig Armstrong lemez.

## Számok
1. "Weather Storm" – 6:03
2. "This Love" – 6:26
3. "Sly II" – 5:17
4. "After the Storm" – 5:08
5. "Laura's Theme" – 5:26
6. "My Father" – 2:03
7. "Balcony Scene (Romeo and Juliet)" – 5:17
8. "Rise" – 4:24
9. "Glasgow" – 5:19
10. "Let's go out Tonight" – 5:58
11. "Childhood" – 5:42
12. "Hymn" – 1:20